# Dominique Savignoni
Dominique Savignoni (ur. 14 października 1962 w Bastii) – francuski pilot rajdowy.
Startował w kilku rajdach zaliczanych do cyklu WRC w latach 1994–2002. W Mistrzostwach Świata zadebiutował u boku Yves'a Loubeta. Startował także w kilku eliminacjach Mistrzostw Europy. Wielokrotnie zmieniając innych pilotów. Jego ostatni rajd to Rajd Wielkiej Brytanii. Savignoni pomylił się i wprowadził François Delecoura w błąd, po czym spadli ze skarpy do lasu. Obaj po tym incydencie zakończyli karierę.